# Laos na Mistrzostwach Świata w Lekkoatletyce 2013
Laos na Mistrzostwach Świata w Lekkoatletyce 2013 – reprezentacja Laosu podczas mistrzostw świata w Moskwie liczyła 1 zawodnika, który nie zdobył medalu.

## Występy reprezentantów Laosu
| Konkurencja                         | Zawodnik       | Eliminacje | Eliminacje | Półfinał | Półfinał | Finał    | Finał   |
| Konkurencja                         | Zawodnik       | Rezultat   | Pozycja    | Rezultat | Pozycja  | Rezultat | Pozycja |
| ----------------------------------- | -------------- | ---------- | ---------- | -------- | -------- | -------- | ------- |
| Bieg na 110 m przez płotki mężczyzn | Xaysa Anousone | 16,21      | 30.        | NQ       | NQ       | NQ       | NQ      |